# Загатка (Шептицький район)
Зага́тка — село в Україні, у Шептицькому районі Львівської області. Населення становить 67 осіб.